# Enotska krožnica
Enôtska króžnica (tudi enôtski króg) je v matematiki in evklidski geometriji krožnica s polmerom ene enote. Pogosto (posebej v trigonometriji) je poleg tega njeno središče v točki (0,0) kartezičnega koordinatnega sistema v evklidski ravnini. Ustreznica enotski krožnici v treh razsežnostih je enotska sfera.
Če je (x, y) točka na krožnici v prvem kvadrantu enotske krožnice, potem sta x in y dolžini stranic pravokotnega trikotnika, katerega hipotenuza ima dolžino 1. Po Pitagorovem izreku tako x in y zadoščata enačbi:
{\displaystyle x^{2}+y^{2}=1\!\,.}
Ker za vse vrednosti x velja x2 = (-x)2 in ker je preslikava vsake točke na enotski krožnici čez katero od osi tudi na enotski krožnici, velja zgornja enačba za vse točke (x, y), ne samo za tiste v prvem kvadrantu.
Enotska krožnica je pomembna za definicijo kotnih funkcij. Koordinati poljubne točke na enotski krožnici sta namreč enaki (cos t, sin t), pri čemer je t kot, ki ga določa ta točka glede na pozitivni del abscisne osi.